# 福煦大街84号
福煦大街84号（德語：Avenue Foch vierundachtzig）是德国在二战期间占领巴黎时的黨衛隊保安處总部所在地。德国占领法国北部期间，除84号建筑本身外，其两旁的建筑——福煦大街82号和86号也被德国占领军征用。